# Бої на півночі Харківської області (з 2024)
Бої на півночі Харківської області — наступальна операція росіян на півночі Харківської області, що розпочалася 10 травня, 2024 року о 04:00 ранку. Наступ почався у напрямку н/п Липці (на Харків) та Вовчанськ (на основну частину Харківської області). Станом на червень 2024 року росіяни увійшли до Вовчанська та захопили декілька прикордонних населених пунктів.

## Передумови
18 березня 2024 року президент Росії Володимир Путін зробив заяву про створення «санітарної зони» в Україні, яку він описав як «зону безпеки», що буде важко подолати західним засобам ураження.
У квітні аналітики ISW вказували на зростання активності російських військ та можливість їх прориву на Харківщині. Зазначалося, що потенційний наступ міг би створити серйозні проблеми для російських сил, особливо враховуючи посилення українських військ завдяки військовій допомозі США.

## Командування
13 травня згідно з повідомленням в українських ЗМІ Олександр Сирський 11 травня змінив командувача оперативно-стратегічного угруповання військ «Харків» Юрія Галушкіна на Михайла Драпатого.

## Хід подій

### 10 травня
Перед початком активних бойових дій на півночі Харківської області російськими військами була розпочата артилерійська підготовка, одразу після потужних обстрілів прикордонних територій Харківської області зокрема міста Вовчанськ розпочався сухопутний наступ з силами приблизно 4-5 батальйонів піхоти.
О 3-й годині ночі 10 травня армія РФ перейшла в атаку, і цей удар не був несподіваним. Не зважаючи на скоординоване вогневе ураження по російським військам, росіяни прорвали лінію оборони 125-ї бригади ТрО і швидко просунулися на Липцівському напрямку. Бригада тримала фронт шириною 45 км, який не був суцільним, а складався із лінії опорних пунктів. Одним із факторів успіху російського наступу було те, що росіяни на одну добу придушили системи зв'язку «Старлінк» уздовж кордону з РФ, і українські частини мали тримати зв'язок радіостанціями «Моторола», основним тактичним радіозв'язком у ЗСУ. У цих умовах підрозділи 125-ї бригади, а також придані їй сили 415-го і 172-го батальйонів були змушені залишити значну кількість позицій. За даними Бутусова, дії 125-ї бригади ТРО не були втечею чи панікою: за день до того на опорні пункти і у штаб бригади зайшли офіцери ГУР, з'єднання зберегло керованість у боях. Підрозділи 42-ї механізованої бригади, яка нещодавно вийшла з-під жорстоких боїв під Бахмутом, були за кілька днів до російського наступу розгорнуті у другому ешелоні позаду 125-ї бригади.
Голова Вовчанської міської адміністрації Тамаз Гамбарашвілі повідомив, що з міста і прилеглих населених пунктів евакуюють населення через активність російської авіації та артилерії.
Як повідомив раніше керівник Харківської ОВА Олег Синєгубов, російські війська посилили обстріли на північному напрямку й передусім завдають ударів по місту Вовчанськ. За його словами, обстріли з КАБів, РСЗВ та артилерії тривали усю ніч.
Спробу російського наступу на Харківщині також підтвердив президент України Володимир Зеленський.
Тим часом у російських провоєнних телеграм-каналах почали активно поширювати повідомлення про активізацію бойових дій на Харківському напрямку. А деякі з них навіть повідомляють про взяття росіянами окремих українських селищ у прикордонні.
Своєю чергою, керівник Центру протидії дезінформації РНБО Андрій Коваленко зазначив, що подібна активізація росіян на Харківщині була прогнозованою, але це не великий наступ на Харків.
В Головному управлінні розвідки України також попередили про «новий виток ворожих ІПСО».
На Харківщині тривала найдовша з початку повномасштабної війни повітряна тривога.
У своєму зверненні президент України Володимир Зеленський виділяє увагу подіям у Харківській області виходячи з доповіді головнокомандувача Збройними силами України Олександра Сирського.
Серйозних проривів у Харківській області у росіян не чекаємо. Ми впевнені в українських силах, — заявив Білий дім.

### 12 травня
12 травня ЗС РФ захоплюють 6 сіл в районі Липців та Вовчанська, а саме Стрілечу, Красне, Пильне, Борисівку, Огірцеве та Плетенівку.
До 12 травня росіяни просунулися до Липців на глибину 9 км. Але за цей час туди вже прибули та встигли розгорнутися українські резерви, зокрема 13-та бригада Нацгвардії «Хартія», у чиїх лавах було багато харків'ян, які зупинили російський наступ.
Речник оперативно-стратегічного угрупування військ «Хортиця» Назар Волошин каже, що російські війська намагаються просуватися в районах, які вже були спірними «сірими зонами», що свідчить про те, що українські війська не утримують стійких позицій у багатьох невеликих прикордонних населених пунктах. ГУР заявило, що знало про плани росіян щодо наступу в Харківській області.
З прикордоння Харківщини тривала евакуація людей. У Вовчанську залишилося всього 300—400 жителів, повідомила національна поліція. До війни у цьому місті жило 17 тисяч людей. Місцева влада каже, що російські авіабомби знищили та частково зруйнували десятки приватних та багатоповерхових житлових будівель.
Аналітики пишуть, що ЗС РФ проводять «відносно обмежені» наступальні операції, про що свідчить заявлена чисельність російських підрозділів.

### 13 травня
13 травня згідно з повідомленням в українських ЗМІ Олександр Сирський 11 травня змінив командувача оперативно-стратегічного угруповання військ «Харків» Юрія Галушкіна на Михайла Драпатого.
Російські медіа стверджували, що ЗС РФ увійшли в прикордонне місто Вовчанськ. Українські військові кажуть, що за Вовчанськ все ще йдуть бої. За оцінками військових та місцевих, ЗС РФ щогодини випускала по місту близько 50-60 снарядів. А ще є плануючі бомби, які випускають з російських літаків за десятки кілометрів від лінії фронту далеко поза зоною дії українських ППО. Генштаб України повідомив про тактичні успіхи росіян в районі Вовчанську.
Командир розвідувального підрозділу ЗСУ Денис Ярославський нарікав на відстутність важливих оборонних фортифікацій. Українська влада заперечує проблеми з фортифікаціями, пояснючи, що вони є, їх збудували подалі від кородону. У 125-й окремій бригаді ТРО кажуть, що ситуація на Харківщині контрольована, а успіх росіян називають «умовним». Українська влада на критику про відсутність ліній оборони на Харківщині відповідає, що вони є, просто не біля кордону, а на відстані від 17 до 35 км від лінії фронту. Зокрема, є три лінії оборони на півночі регіону, розповів голова адміністрації державної спеціальної служби транспорту Олександр Яковець. Третій рубіж, за його словами, є найбільш обладнаний і оснащений залізобетонними спорудами. За його будівництво відповідають обласні військові адміністрації. Олександр Яковець заявив, що будувати укріплення «в мінус три поверхи» під постійним вогнем ворога — це абсурд і небезпека для військових. На Харківщині і так проводять роботи під постійними обстрілами, сказав чиновник. Голова ХОВА Олег Синєгубов закликав не розповсюджувати фейки.

### Позиційні бої
14 травня 3-тя штурмова бригада знищила самохідну установку «Нона».
З 15 травня ОПУ скасував усі міжнародні зустрічі Зеленського через погіршення на фронті на Харківщині.
Речник Генштабу ЗСУ повідомив, що ЗСУ відійшли біля Лук'янців та Вовчанська. Міністерство оборони України підтвердило, що війська РФ зайшли у Вовчанськ.
Бутусов сказав, що попри заздалегідь відому інформацію про наступ росіян, Вовчанськ виявився непідготовленим до оборони. Відсутні звичайні польові окопи, перекриті бліндажі і позиції, де можна ховатись людям та навіть польових фертифікацій не видно. Дуже слабка організація розвідки дронами. За словами Мартини Богуславець Харківська ОВА знайшла фіктивні фірми та уклала з ними договори без відкритих торгів.
16 травня бійці 13-ї бригади Національної гвардії України «Хартія» з приданим підрозділом «Рубіж» на Харківському напрямку відбили ворожий штурм у районі Липців. Того дня президент Зеленський заявив, що російські війська просунулися на відстань від 5 до 10 кілометрів уздовж північно-східного кордону, перш ніж їх зупинили українські сили. На його думку, сили РФ мають намір атакувати Харків, навіть розуміючи, що це буде «дуже важко».
18 травня українські військові завдали удару по скупченню окупантів у центральній лікарні міста Вовчанськ. За даними оглядача Ігаля Левіна, це була авіабомба із комплектом JDAM.

29 травня російські військові атакували Вовчанськ термобаричними боєприпасами.

Станом на 1 червня ЗСУ контролювали 70 % міста. Представник Білого дому заявив, що наступ на північ Харківської області став провальним.
«Насправді це провал Російської Федерації, тому що кількість втрат росіян, про які повідомляється з північного фронту, дуже велика, тому росіяни не досягли своїх цілей. Україна зупинила Росію, і ми сподіваємося, що Україна й надалі користуватиметься своїм правом, яке чітко збігається зі Статутом ООН, — правом захищатися».
13 червня 13-та бригада Національної гвардії України «Хартія» штурмом вибила росіян з позицій на південних околицях села Глибоке.
17 червня російські війська просунулися до Агрегатного заводу у місті Вовчанськ.
22 червня російські війська призупинили бої і частково вивели підрозділи.
29 червня командир батальйону «Ахіллес» 92 ОШБр Юрій Федоренко повідомив, що за останній час росіяни не мають тактичних успіхів. Він також заявив, що «Іноді складається відчуття, що противник має бездонний резерв живої сили. Він поповнює резерв на полі бою та застосовує все наявне озброєння». За словами Федоренка, ЗС РФ змінили тактику застосування броньованої техніки, бо все, що опиняється в зоні досяжності FPV, протитанкової зброї та артилерії, одразу виводиться з ладу.
5 липня рух російських військ в напрямку Харкова зупинено. 13-та бригада Нацгвардії «Хартія» разом з іншими бойовими підрозділами створює сприятливі умови для того, щоб відсунути противника.
Приблизно у липні 2024 року 34-й окремий мотопіхотний батальйон 57 ОМПБр отримав наказ зайти у Вовчанськ. До того він стояв у населеному пункті Тихе, на східній околиці Вовчанська.
13 серпня бійці 13-ї бригада Національної гвардії України «Хартія» відбили бронетанковий штурм окупантів в напрямку села Липці. Танкова атака противника складалася з двох колон по 6 танків, обшитих масивним захистом від ударних дронів. У результаті 4 танки з колони росіяни бійці знищили, ще один танк — пошкодили.
5 вересня 2024 року Окрема президенська бригада написала про бої у Вовчанську.
- Вовчанськ. Вересень 2024.
- Вовчанськ. Вересень 2024.

### Взяття Вовчанського агрегатного заводу
24 вересня 2024 командир спецпідрозділу ГУР Тимур повідомив начальнику ГУР МО України Кирилу Буданову, що територію Вовчанського агрегатного заводу передано під контроль ЗСУ після зачистки всіх 30 будівель об'єкта. Операцію провели спеціальні групи ГУР: «Стугна», «Парагон», «Юнгер», БДК, РДК, «Терор». Офіцер спецпідрозділу Тимура з позивним Вікінг повідомив що бій за агрегатний завод тривав більше тижня, і в результаті вдалося взяти в полон до двох десятків солдат. 25 вересня 2024 начальник ГУР МО України Кирило Буданов нагородив спецпризначенців, які брали участь у звільненні Вовчанського агрегатного заводу. Зачистку проводив 34-й окремий мотопіхотний батальйон 57 ОМПБр, завод перейшов у смугу відповідальності батальйону.
25 вересня 2024 командир батальйону ударних БпАК «Ахіллес» 92-ї окремої штурмової бригади Юрій Федоренко повідомив, що на напрямку Глибокого противник продовжує вчиняти ударно-штурмові дії і що РФ завела підрозділи «Ахмат» на напрямок Глибокого, переважно там, де потрібно навести лад в російських військах.
7 жовтня 2024 року опубліковані кадри на яких зафіксовано як російський солдат піднімає прапор на будівлі Вовчанського агрегатного заводу, що вказує на те, що ЗСУ втратили контроль над агрегатним заводом.
15 жовтня начальник Харківської обласної військової адміністрації Олег Синєгубов сказав, що агрегатний завод перебуває під контролем ЗСУ.
16 жовтня 2024 ГУР опублікувало дані про зачистку 400 гектарів лісового масиву на північ від Липців. У цій операції були задіяні підрозділи «Артан», «Kraken» та Міжнародний легіон.
На травень 2025 року у місті продовжував стояти 34-й окремий мотопіхотний батальйон 57 ОМПБр, який воював там вже 10 місяців.

## Втрати
Влітку 2024 року на території Вовчанського агрегатного заводу росіяни стратили 4 українських військовослужбовців. Після повернення контролю над заводом вони взяли в полон російського військовослужбовця, якого підозрювали в участі у страті українських солдат.